# Toastmasters International
Toastmasters International je nezisková vzdělávací organizace, která je celosvětově zastoupená tisíci kluby. Jejím hlavním cílem je vzdělávání členů v oblasti komunikace, veřejného vystupování a leadershipu (vůdcovství). Prostřednictvím jednotlivých klubů nabízí Toastmasters International vzdělávací program vytvořený tak, aby se členové klubů učili dovednostem jako je mluvený projev, naslouchání a kritické a konstruktivní uvažování.
Organizace vyrostla z jediného klubu, Smedley Club číslo 1, který vzniknul jako první ze všech klubů Toastmasters. Klub byl založen 22. října 1924 Ralphem C. Smedleym v rámci aktivit organizace Young Men's Christian Association ve Svaté Anně v Kalifornii ve Spojených státech amerických. Za celou historii organizace se do vzdělávacího programu zapojilo více než 4 miliony lidí. V současné době počet členů převyšuje 332 000 ve více než 15 400 klubech ze 135 zemí.

## Vzdělávací program
Club Toastmasters se drží filozofie „učíme se tím, že věci děláme“, přičemž každý člen má možnost učit se tempem, které mu individuálně vyhovuje. Program Toastmasters sestává ze dvou částí – z části zaměřené na komunikační schopnosti a části zaměřené na rozvoj leadershipu. Členové procházejí jednotlivými fázemi vzdělávacího programu tak, že před ostatními členy klubu prezentují předem připravené ústní projevy a chopí se rolí spojených s organizací setkání nebo vedoucích rolí v rámci klubu, oblasti nebo na mezinárodní úrovni v Toastmasters International.

### Trénink komunikace
Vzdělání v oblasti komunikace je jádrem programu Toastmasters. Tento vzdělávací proces je vymezen základním manuálem s názvem Competent Communication Manual a řadou 15 manuálů pro pokročilé. Základní manuál obsahuje 10 na sebe navazujících projektů, které určují, na jaký aspekt komunikace je daná řeč zaměřena. Manuály pro pokročilé jsou rovněž zaměřené na určitou oblast komunikace (využití techniky při prezentování, vyprávění příběhu, mezilidská komunikace) a každý z nich sestává z 5 projektů.
Členové realizují jednotlivé projekty tím, že si připraví projev a prezentují ho celému klubu. Od mluvčích se očekává, že dodrží předepsaný časový limit. Většina projevů určených základním manuálem Competent Communication Manual předepisuje limit 5 až 7 minut. Projekty dle manuálů pro pokročilé jsou většinou na 10 až 15 minut, ale některé mohou trvat až půl hodiny. Po tomto projevu následuje hodnocení jiným členem klubu, vždy s ohledem na kritéria určená manuály. Opětovná zpětná vazba je charakteristickým znakem klubů Toastmasters. Každá aktivita je následně hodnocena. Pronesení řeči je hodnoceno jak ústně, tak písemně – vepsáním do členova osobního manuálu. Na konci setkání jsou hodnoceni dokonce i samotní hodnotící, a to členem, který je pro dané setkání ve funkci tzv. hlavního hodnotitele (General Evaluator). Díky evaluacím se členům dostávají tipy, jak zlepšit svou schopnost veřejného vystupování a využít ji hned při plnění následujícího projektu a rovněž slouží k tomu, aby člen zažil příjemný pocit úspěchu.
Ústní evaluace má i u hodnotitele rozvíjet schopnosti dávat konstruktivní zpětnou vazbu ostatním členům klubu Toastmasters. Učení se podávat zpětnou vazbu s sebou nese rozvoj dalších dovedností jako jsou efektivní naslouchání, umění motivovat, podporovat a povzbuzovat druhé a připravit a prezentovat krátkou evaluaci v daném časovém limitu. Důležitými prvky efektivní evaluace jsou jazyk a nepochybně také struktura. Struktuře evaluace v klubech Toastmasters se často říká tzv. „sendvičový feedback“ (chvála, doporučení ke zlepšení, chvála) nebo metoda „CRC“ (Commend, recommend, commend; česky Pochválit, doporučit, pochválit). Kromě zmíněných manuálů nabízí organizace svým členům řadu dalších vzdělávacích programů a seminářů.

### Trénink leadershipu
Kluby organizace Toastmasters učí rovněž zásadám leadershipu. Je to částečně dáno tím, že všichni členové organizace jsou dobrovolníci (kromě placeného personálu celosvětové centrály sestávajícího z asi 90 lidí). Dokonce tým výkonných ředitelů se skládá z dobrovolníků, kteří jsou zároveň členy svých místních klubů a nejsou za tuto funkci placeni.
Nový člen klubu Toastmasters dostane manuál s názvem Competent Leadership Manual. Tento manuál popisuje 10 projektů, které jsou realizovány zastupováním nejrůznějších rolí v rámci organizace setkávání klubu či organizace klubových soutěží, kampaní za účelem náboru členů nebo PR kampaní. Tento manuál lze splnit v průběhu pouhých 6 nebo 7 měsíců, ale většina členů ho plní v delším časovém rozmezí. Následně po splnění obdrží člen certifikát nazvaný Competent Leader. Poté, co člen splní Competent Leadership Manual, může začít s plněním manuálů pro pokročilé, které mají dvě úrovně – tzv. Bronz a Silver. Požadavky na dosažení úrovně Bronz mimo jiné zahrnuje minimálně půlroční službu klubu v podobě vykonávání funkce, spoluutváření strategických plánů pro klub a účast na školení. Mezi požadavky pro úroveň Silver je roční plnění jedné z důležitých funkcí v klubu, dokončení programu zvaného High Performance Leadership a plnění role mentora a kouče. Setkávání klubu učí členy také jisté etiketě a dodržování jednacího řádu, což může být v budoucnu pro členy výraznou výhodou při řešení obchodních nebo politických záležitostí.

## Jazyky klubů
Organizace Toastmasters byla zpočátku rozšířena v anglicky mluvících zemích, později se rozšířila do ostatních zemí s tím, že komunikace v rámci klubu probíhala v angličtině. Dnes je po světě spousta klubů, v nichž jsou komunikačním jazykem jiné jazyky, jako je čínština, francouzština, němčina, japonština, španělština a tamilština a spousta dalších. Základní manuál (The Competent Communication Manual) je k dostání nejen v angličtině, ale také v čínštině (zjednodušený), francouzštině, němčině a japonštině. V ČR některé kluby fungují v angličtině, některé v češtině, popř. kombinují setkání v obou jazycích.